# 竹塹社
竹塹社，荷蘭文獻稱Pocaal或Pocael，為臺灣原住民道卡斯族的一支，為該族人口最多的一社。在漢人大量移民北台灣前，是新竹地區主要的居民。「竹塹」一詞源自臺語，荷蘭文獻稱Tiksam或Texam。
竹塹社舊時分布於新竹頭前溪南岸今新竹市中心一帶，17世紀荷蘭殖民台灣，竹塹社與其他部落臣服荷蘭人，其長老每年集會一次，向荷蘭東印度公司報告當地情況。明鄭奪取臺灣後，於1681年各社原住民不堪其苦反叛，其中竹塹社人在明鄭軍力壓迫下轉入山區等丘陵地躲藏，最終竹塹社接受招撫回到原住地。之後漢人直至1711年以前，都沒有在新竹地區進行大規模的屯墾經營。
清代朱一貴之亂之後，清廷逐漸重視臺灣防務，1733年淡水廳移駐竹塹，並將竹塹社原住民遷往北門外舊社。舊社因頭前溪時常氾濫，再往北遷移至新社。1758年官府明令全社按滿族習俗雉髮，並賜予錢、衛、廖、三、潘、黎、金等七姓。並興建七姓祠堂，名曰「新社公館」，今日號為采田福地。也因竹塹社協助清軍剿叛有功，清廷訂屯番制，禁止漢人移民開墾番界內土地。此後很長一段時間，竹塹社原住民之中不少為新竹地區大地主，漢人移民僅能向原住民承墾土地，以合股或是集資的方式成立墾號進行開墾。竹塹社族人的經濟地位直到日治時期廢除大租制，才真正的沒落。
竹塹社隨著與漢人相處良久，逐漸與漢人通婚，文化上也客家化。日治時期因土地番租權益喪失等等原因，導致竹塹社勢力衰退，傳統文化逐漸失傳，舊有文化幾乎完全消失。時至今日，僅剩采田福地作為竹塹社後裔宗族共同的信仰中心而維持著。

## 漁獵時代

### 史前歷史

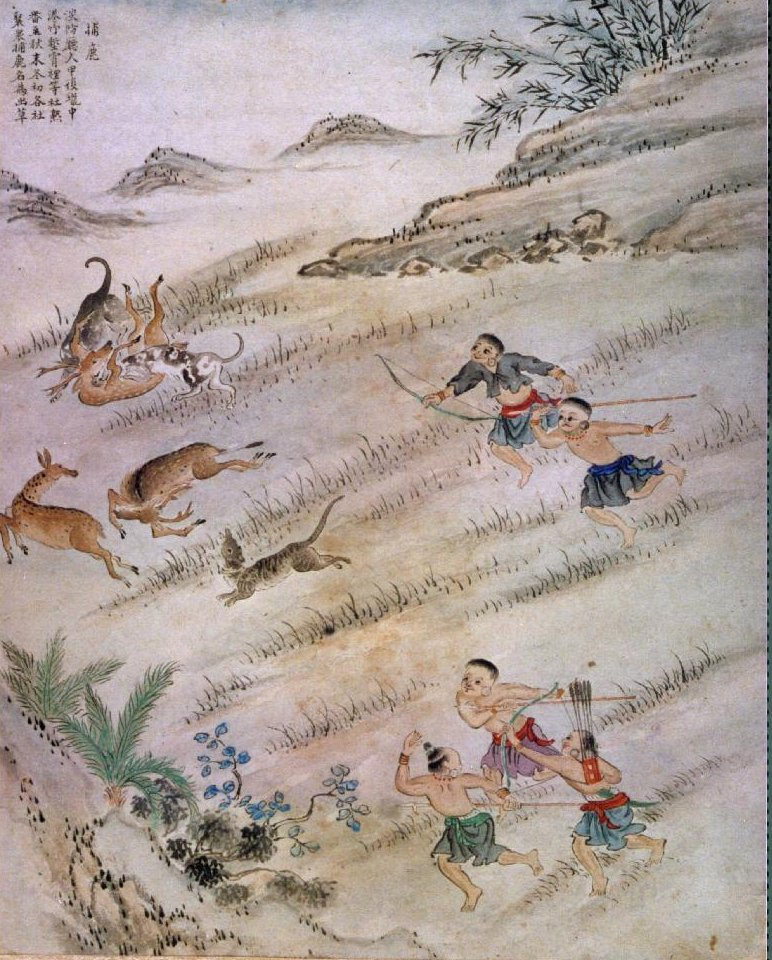
《番社采風圖考：捕鹿》，提到竹塹社番秋末冬初時會聚眾捕鹿

新竹地區在史前時代主要居民為臺灣原住民道卡斯族竹塹社人。竹塹社傳統社域及活動範圍北從桃園社子溪南、南至新竹市香山。根據竹塹社族人《新社采田公館記略》記載，原先竹塹社番社在今日香山、鹽水港一帶，後開始由香山遷往今日新竹市區中心位置。在漁獵時代，竹塹社雖有頭目領導社眾，但頭目與社眾地位平等未有尊卑，勞力與工作皆共同分擔。
在經濟方面，道卡斯族以漁獵為生，在《番社采風圖考》提到竹塹社番秋末冬初時各社聚眾捕鹿，名為「出草」，除了捕鹿外，竹塹社番還會獵捕山豬。在狩獵時原住民會放狗協助獵捕並三人一小組協同配合，分別用弓箭和標槍來進行狩獵，因此射箭和標槍是竹塹社人必備的技能。捕魚也是竹塹社重要的生計，根據竹塹社耆老所傳述族人多種傳統補魚方式，有魚網捕魚、用強光和魚叉捕魚、用截流來放水捕魚、用魚藤搥汁毒魚，可知補魚是竹塹社重要的生產方式之一。
根據清代竹塹社錢房後人的記述，傳說中竹塹社最初是一對夫婦生下七個小孩，分成七「房」氏族。《竹塹社番七姓族譜》中也提到：「上古蒼番山人，生有七子，傳下始分各姓」。在竹塹衛房有一傳說，祖先不知是哪裡來的人，因出海打漁途遇風浪，船沉七人流落臺灣，因此結為兄弟而為七姓。

### 反抗荷蘭
竹塹社是新竹地區一個實力強大的大社，甚至其他地區的番社都像竹塹社納貢，如桃園地區的南崁社、坑仔社（Mattatas）、乃乃社、龜崙社（Gerom）等自古都向竹塹社納貢。1626年西班牙佔據北臺灣，征服周遭地區原住民，開啟臺灣西班牙統治時期。位於新竹地區的竹塹社仍舊抱持其獨立性，並未納入淡水省區之中。1642年，佔據南臺灣的荷蘭東印度公司擊敗西班牙人，成功奪取北臺灣統治權。在征服北臺灣後，荷蘭人目標轉為完全征服西部平原的原住民，來打通臺灣南北的道路。1644年荷蘭軍官彼得‧布恩（Pieter Boon）率軍200餘人走海路前去淡水，去征討北台灣原住民，在回程時改走陸路返回大員，順便降伏不臣部落並打通道路。當荷軍進軍至新竹時，竹塹社向荷蘭人表達歸順並願意繳交貢稅。
荷蘭時期文獻記載，當時竹塹社就坐落在竹塹溪畔，離海岸有3公里遠。荷蘭文獻該地原住民稱為「Pocaal/Pocael」或「Bockael」。台灣史學者翁佳音認為，從荷蘭古地圖和文獻顯示當時荷蘭人同時記載了原住民地名「Pocaal」和漢人地名「Tiksam」或「Texam」（竹塹），暗示兩者關係不是譯音，且地圖上特別註明當地大溪畔有竹林，因「塹」為坑谷、險阻之意，學者翁佳音猜測可能古時漢人認為溪畔的竹林妨礙交通而取名為「竹塹」。荷蘭時期竹塹社屬於當時台灣福爾摩沙十一郡省之一。
竹塹社與北方的南崁社交惡作戰，雙方之間衝突不停，南崁社為了與強大的竹塹社對抗在1645年歸順荷蘭，後來竹塹社也歸順荷蘭後，荷蘭人還致力排解雙方的紛爭。竹塹社對荷蘭人敵意越來越深，1646年竹塹社聯合苗栗一帶社番如吞霄社等進攻與荷蘭交好的南崁社，同年5月荷蘭人發動130人的軍隊，準備從淡水南下平亂。竹塹社與其他部落的酋長每年集會一次，向荷印公司殖民當局報告各部落的現況。荷兰东印度公司於1647年起到1658年對竹塹社進行定期人口調查，平均人口約300～500餘人。而臨近的眩眩社則約100人，而之後的眩眩社可能在清初時併入竹塹社之中。

### 對抗明鄭
1661年，鄭軍統帥鄭成功接受荷印度公司通譯何斌的建議，揮軍進攻大員（臺灣）；鄭將楊祖率領左先鋒鎮部隊，於新港仔以及竹塹社一帶登陸進行屯墾。幾個月後，臺灣中部的原住民部落聯盟大肚王國起兵擊殺屯田於此的鄭軍兩三千人，楊祖傷重而死。1682年，鄭軍為了抵抗清軍攻臺戰爭，在雞籠和淡水積極修築防禦工事，並徵調沿路原住民搬運糧食。由於要求土番提供繁重的勞役，且習慣用頭頂物，不習慣勞重的肩扛，負責督運的弁目對土番施行鞭韃，社番不堪受苦，乃相率發動叛亂，新港社、竹塹等社均響應。原住民襲殺通事並搶奪糧餉，攻擊往來漢商。鄭克塽指派親軍陳絳、葉明等人率軍鎮壓反抗的原住民番社，各番社使用弓箭標槍游擊突襲，一但大軍前來剿亂，全社隨即躲入山中，在夜間伏擊。鄭軍試圖招安未果，只得在山口處建寨，封住出入口，迫使原住民無法突襲劫掠糧草，也無足夠存糧繼續作戰，被迫乞降。在明鄭威壓招撫並用之下，竹塹社和其他諸社下山接受安撫回到原番社地居住，只有少數原住民留在內山中繼續生活。

## 農耕時代

### 鹿群竭盡

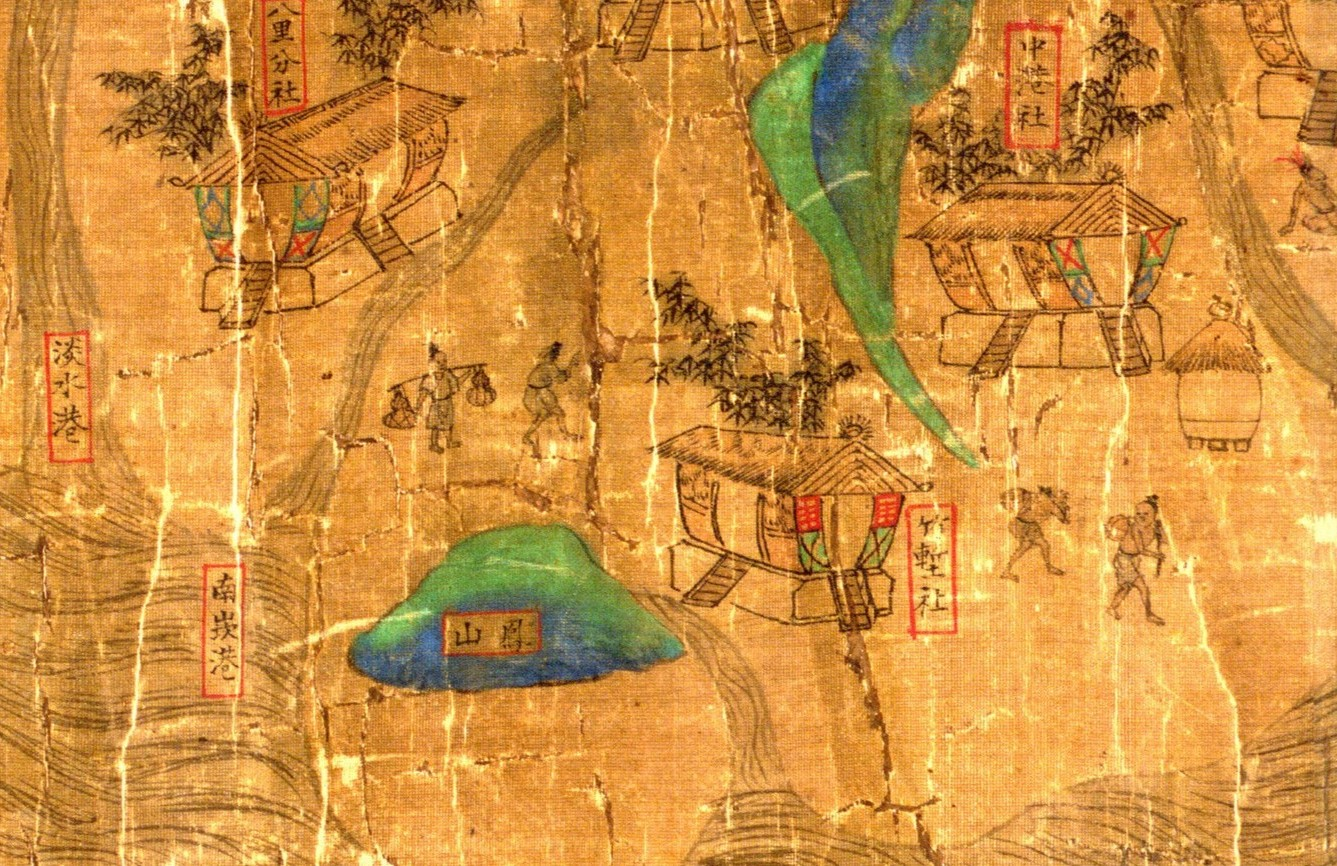
《臺灣地里圖》竹塹社，隔著溪流與北邊的鳳山對望

十七世紀末明鄭滅亡，台灣納入清朝版圖，但清政府實質管轄只到半線以南，以北區域多靠番社土官、通事打理。竹塹社在歸化清廷後，社內設有土官、通事、甲頭，除了負責向朝廷納社餉外，和需要提供差役。而竹塹地區直到1711年以前，漢人都未能在新竹進行有效率的屯墾經營，官府原本在竹塹地區未駐防一兵一卒，隨著清廷加強防務，從1711年起官方開始在竹塹地區增設塘汛，開始吸引漢人逐漸遷入竹塹，才開始較具規模的拓墾活動，而當時的拓墾範圍仍侷限於竹塹附近一帶。
竹塹社原本以遊獵捕鹿維生，其獵殺數量僅生活需求所獵，但隨著荷蘭統治時期發展鹿皮貿易，大大刺激增加獵捕需求。此外，相對於其他各社，竹塹社人口較多，所課社餉亦相對沉重。1695年時竹塹社所納番社餉達378兩，遠超過崩山八社的134兩餘、南崁四社的98兩餘、淡水七社的22兩餘，為大甲溪以北諸社之冠。竹塹社當時為一大鹿場，生產大量鹿皮，靠著生產鹿皮折合銀兩繳納社餉，導致原本的均衡鹿群生態因被濫捕而逐漸竭盡。1715年當台灣北路營參將阮蔡文巡視竹塹地區時，發現該地鹿群因過度獵捕而產量大幅下降，竹塹社番不得不學習漢人耕種技術開墾農田，他留有＜竹塹＞詩一首，詳記當時竹塹社的地理位置和墾耕狀況，以及漢人侵墾原住民土地的情形。
- 竹塹 （淸•阮蔡文）

南嵌之番附淡水，中港之番歸後壠 。

竹塹周環三十里，封疆不大介其中。

聲音略與後壠異，土風習俗將無同。

年年捕鹿邱陵比，今年捕鹿實無幾。

鹿場半被流民開，蓺麻之餘兼蓺黍。

番丁自昔亦躬耕，鐵鋤掘土僅寸許。

百鋤不及一犁深，那得盈寧畜妻子。

鹿革為衣不貼身，尺布為裳露雙髀。

鵲巢忽爾為鳩居，鵲盡無巢鳩焉徙？
《竹塹》一詩敘述當時墾耕狀況及漢人侵佔番地的情形，阮蔡文感嘆漢人勢力進入竹塹社後，原住民原以捕鹿為生，後來鹿群捕盡，鹿場也多半被流民開墾，番丁們只好改獵為耕，種植麻、黍，但耕種技術不擅長，百鋤也沒有漢人的一犁深，農耕所得也無法足夠養家活口，原住民生活陷入困頓。在這種情況下竹塹社不得不把社域番地賣給擅長農耕的漢人墾戶，來解經濟困難，造成番社沿海土地開始大量流失到漢人手上。1721年因朱一貴事件來台的藍鼎元路過竹塹時也提到細長的新竹平原土地富饒，卻少人開墾，且野番出沒，伏草莽伺機殺人。藍鼎元更預言若官府、兵防設於竹塹，則「民就墾如歸市，立致萬家，不召自來」，認為生番殺人問題也可迎刃而解。

### 漢人大批屯墾

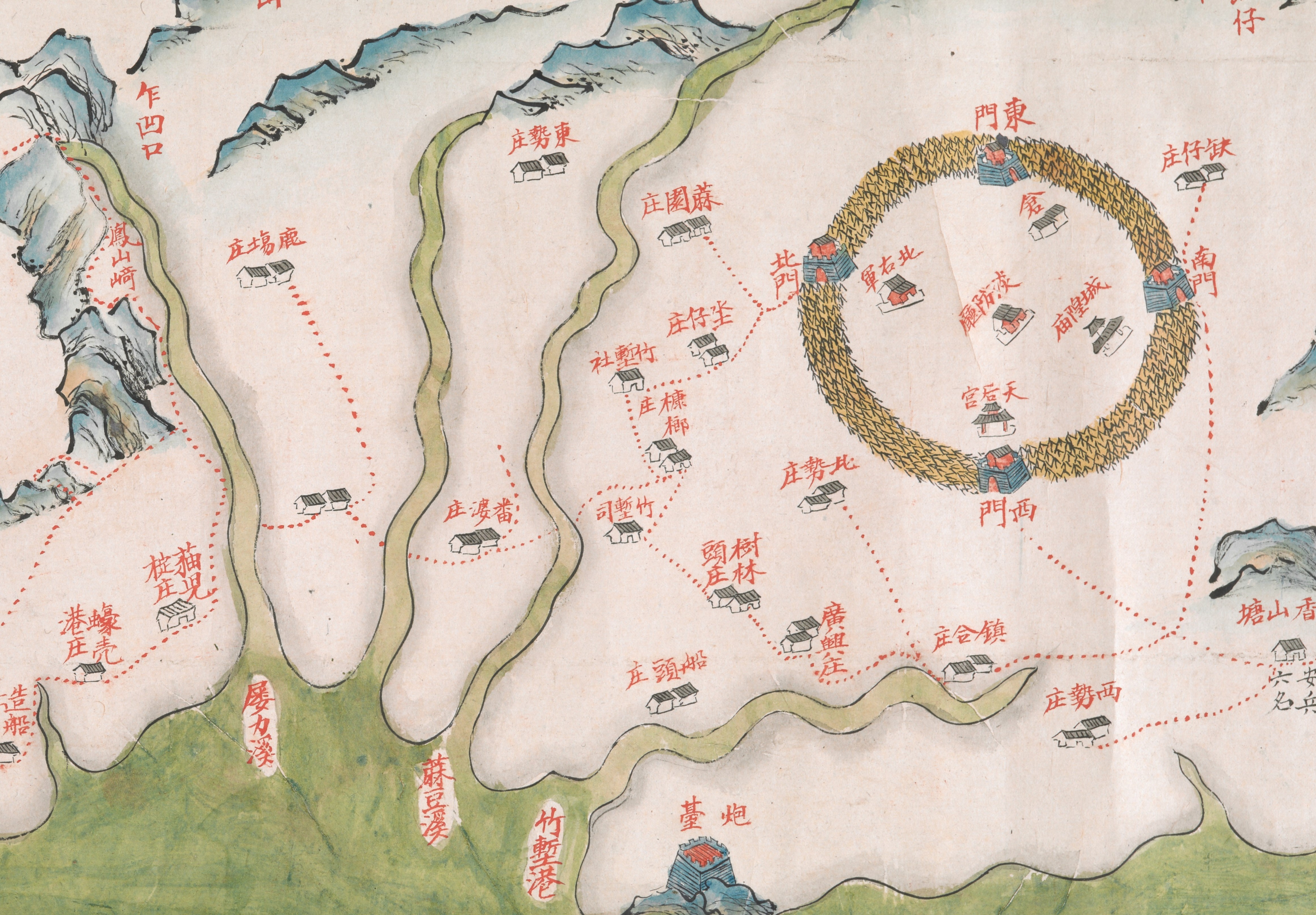
《臺灣府汛塘圖》竹塹社，在竹塹建城之後，番社遷到北門一帶，即今日新竹市舊社地區。從地圖上也可以看到漢人移民開始大批湧入，並主要在竹塹城周圍建立漢庄

在1724年，清廷開始在政策上鼓勵漢人和番人屯墾閒置的鹿場，激起閩粵地區大批漢人前往竹塹地區屯墾。在這種時空背景下，由漢人王世傑先開墾竹塹社鄰近周圍土地，漢人以竹塹街道所在地（今新竹市東門街、暗街仔）為中心，對南北側開墾，向西北、西南開墾，形成了竹塹北莊與竹塹南莊兩個墾區莊。之後，1731年竹塹社土官一均因為捕鹿收入減少，且社餉繁重，無力繳納給官府，在與全社公議後把鳳山溪溪北地貓兒錠也賣給漢人郭亦榮，形成貓兒錠庄。1735年，竹塹社再把造船港（今社子溪以南至貓兒錠以北地區）、眩眩埔（今竹北新庄子、舊港一帶）的兩處社地賣給漢人汪淇楚等人，形成漢墾庄萃豐庄。
同時在清政府在1731年於竹塹設立竹塹巡檢，隔年允許移民攜眷入臺。朱一貴之亂之後，清廷逐漸重視臺灣防務，1733年臺灣北路協成立，右營就設在竹塹，更重要的是淡水廳衙署也移駐竹塹，淡水同知徐治民在竹塹街道在聚落四周種植荆竹竹牆來建竹塹城。根據城池漢番分離政策，官府諭令當時原居於竹塹城的社番遷往北門外，新的番社所在地今日稱為舊社。。後續如同當年藍鼎元預言，在雍正時期一連串在竹塹增設官府和兵防的措施，使得漢人得到安全的保障，大量來到竹塹地區拓墾，在漢番人口比例懸殊下，進而影響了日後漢番關係的發展。
1737年原為竹塹社最後一塊鹿場的霧崙毛毛地區（今竹北六家至斗崙一帶）鹿群捕盡，加上該處的旱田也歉收，竹塹社番也無力開挖溝圳灌溉改善，於是決定把該地域賣給了擔任竹塹社通事的漢人周岱宗，由他成立漢墾庄東興庄並召漢佃來開墾，該地區僅留給後世鹿場這個地名來說明原本是鹿群的居住地。到此新竹平原沿海一帶容易耕種的土地多落入漢人墾區莊之手，這些田產屬於科田，代表這四個漢墾庄的漢墾庄業主要向官府繳納稅賦，此外漢墾庄業主還需根據當初跟竹塹社的土地買賣契約，需定期付給竹塹社資金和糧食。竹塹社僅剩內山和鳳山溪和頭前溪之間內陸一帶的土地（今竹北市東部大部）還屬於番社共同持有。竹塹社的困境直到清廷在1737年減少番丁社賦，改為每丁銀二錢才紓解，然而之前課餉繁重，已造成竹塹社為了延續生機，無奈讓售大量土地的事實。
1740年代竹塹社潘房與王世傑家族合資買回周家霧崙毛毛漢墾庄產業，成立墾號「潘王春」成為東興庄業主，把荒地發佃給漢人開墾。透過這個竹塹社人参股的墾號，竹塹社參與了霧崙毛毛地區的地區土地開發。另一方面，1742年竹塹社也自行招漢佃開墾新社土地。

### 由舊社遷往新社

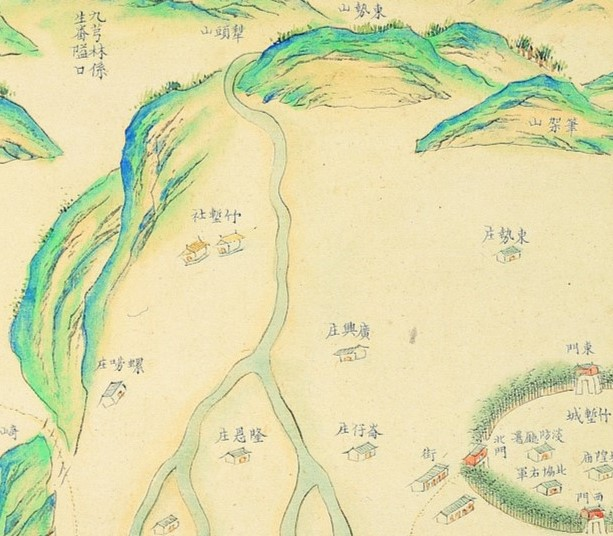
《乾隆台灣輿圖》竹塹社，番社再度遷到頭前溪北的竹北新社一帶。從地圖上標示竹塹社的房子是橘色屋頂，代表平埔族的番社，青藍色屋頂代表的是漢人的漢庄

遷到竹塹城北門外舊社一帶的竹塹社，因地勢低窪，且竹塹溪時常氾濫，1749年在竹塹社土目衛開業及社內通事錢子白率領下，全社人口約400餘人再往北遷移至當時樹木陰翳的新社一帶。一些竹塹社族人還分居於新社附近的麻園、馬麟厝、番子坡、北勢。新社的土地在與周遭的相比特別肥沃，來到新社的竹塹社番，為求圖存積極學習漢人耕種技術。他們在新社附近開墾周遭土地，學習漢人開闢圳水灌溉田地，並引犁頭山下頭前溪分流之水，修築番仔陂圳來灌溉番仔陂一帶之水田。
這條番仔陂圳不僅灌溉番仔陂，還灌溉下游的新社、溝貝、蔴園等地，途中又分成兩支流，一入溪洲，一入白地粉為翁厝陂上游。1749年竹塹社三吻利等40餘人出資興建翁厝圳，該圳分番仔陂之水，經過新社、麻園、下油車後進入白地粉陂。而因為灌溉頭前溪南岸的隆恩圳也是引用頭前溪水，在1784年竹塹社土目錢子白截斷隆恩圳水源，迫使下游隆恩圳漢人業戶跟竹塹社購買水權才得已疏通。
雖然竹塹社農耕技術和水利灌溉技術很大進步，然而社內人口較少，缺乏足夠勞力耕種大面積田園，只能把竹北地區田園佃給漢人耕種，再去開闢其他新的墾地。根據台灣日治時期《土地申告書》的調查，當時竹北地區的土地仍有626甲土地需繳納大租給竹塹社，其中一半的大租土地為新社附近的新社庄、溝貝庄、豆子埔庄，還有一些田園傳到日治時期仍為竹塹社人自己所有，顯示竹塹社社番以新社為中心，不僅能自力開墾田園，還在時代的長河中典賣土地時，逐漸重視土地並讓一部分土地保留到後人手中。從後來的古書地契中可知道原本這些土地原為竹塹社所共有，但之後番社的土地均分給各社番，土地轉為私有，這些土地如漢人分家產一般，分給後代子孫。

### 竹塹社新社公館

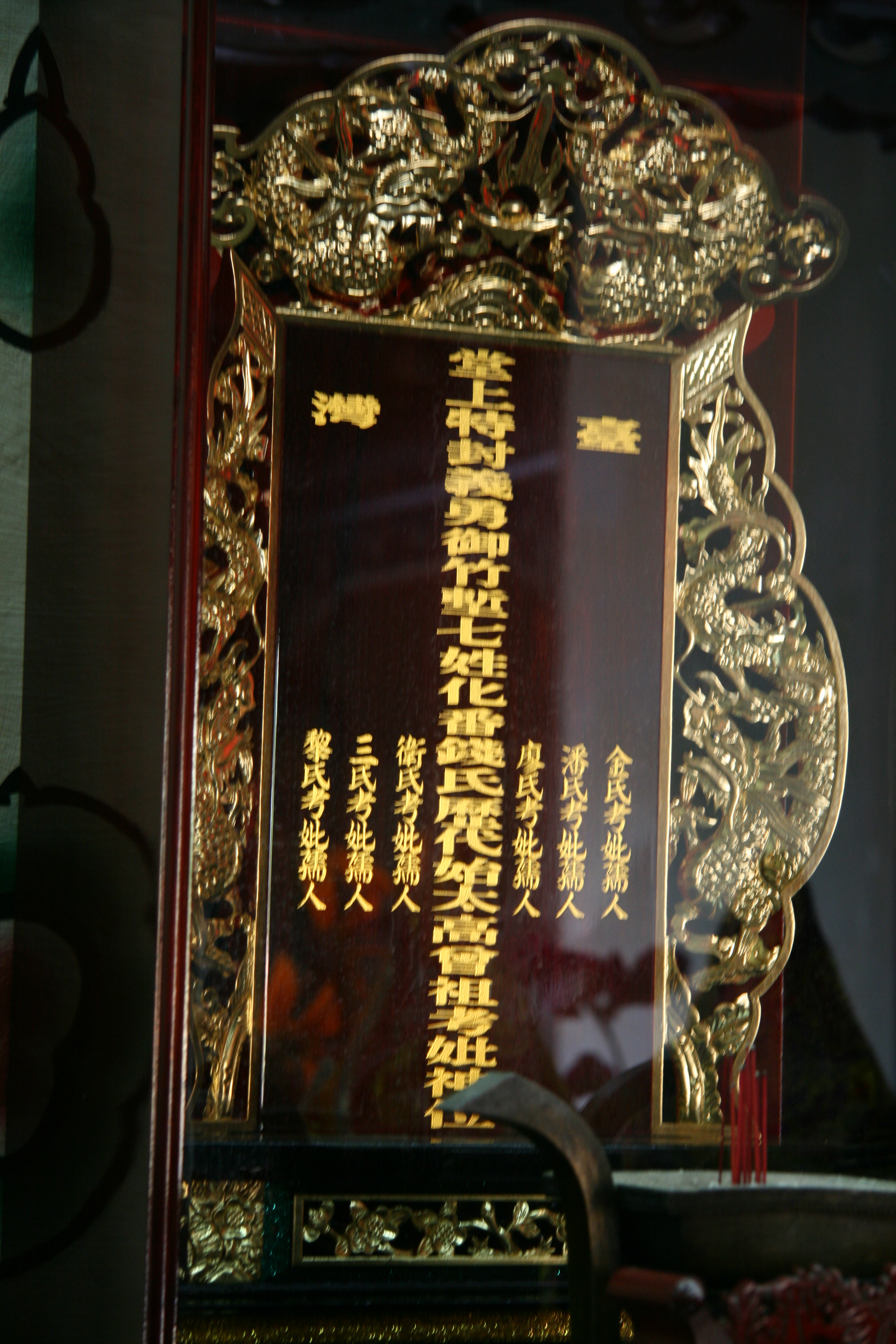
竹塹社七姓公牌位，其中金姓、黎姓已經絕嗣。於今日竹北新社采田福地

竹塹社內部設有七個部族，社番有番名卻沒有姓氏。1758年台灣知府覺羅四明令全社按滿族習俗雉髮，並賜予各部族錢、廖、衛、潘、三、金、黎等七姓，使原先各部族內不同姓氏的成員都成為「異姓宗族」，形成「同姓不同祖」。每個姓氏的內部各自有其不同的譜系，彼此之間沒有任何的血緣關係。在賜姓以後，竹塹社人仍多數使用番名，文獻上記載的一些漢式命名或漢風姓名的竹塹社人，主要是擔任社中土目、頭人等重要領導位置或官府職員，或擁有進泮、功名者等竹塹社家族，多數與其身分地位有一定關連。然而根據口傳，也有少量竹塹社番擅自改成其他姓氏，如朱、豆、風、門、高、蟬、鱗、樟、木、糯、日、筋、雀、山貓等。
後來竹塹社內部將七個部族或七姓稱之為「房」，各房設有「房長」管理。「房」為竹塹社為了因應清廷的統治，而自行內部創設的管理組織。竹塹社以錢、廖、衛三房人數較多。衛房主要有衛蔴朥吻直雷家族、衛里孛抵口六家族、衛興列三個家族。廖房至少有廖豪邁、廖順直、廖皆只與廖松忠四個家族。錢房在竹塹社中人丁最盛，房頭眾多，歷代以來有許多錢姓人士擔任通事、屯把總者，咸豐年間也曾有錢朝拔以隘墾模式開拓金興庄。錢房之中主要分為錢皆只家族、錢從禮家族與錢合歡家族，而其中錢皆只家族為最為知名的竹塹社家族，同時也是錢房之中人數最大的，知名人物有錢子白、錢茂祖、錢朝拔、錢登雲等。除了這三個家族外，尚有一些在文獻中不明確譜系的錢房成員。
由於竹塹社人長期與漢人互動密切的緣故，其生活風俗、飲食文化與服飾穿著等方面，不免漸受漢人影響。而慢慢的也發展出一套漢人的祖先信仰體系，其中包含了祖先牌位與墳墓風水崇拜。在新社以前的這段期間，竹塹社所接觸的漢人絕大多數為操泉州音系閩南話者，很可能當時竹塹社學習的是閩南語和閩南文化。儘管竹塹社當時多數採族內婚，但錢房錢皆只家族族譜顯示在18世紀初與竹塹泉系閩南人有少量婚配關係。另外錢皆只家族後裔祭祖時，前三代祖先使用閩南語拜請祖宗，第四代祖先才用客家話，公聽的祖先牌位更是閩南式，因此學者韋煙灶認為竹塹社家族十八世紀末廣招粵東籍移民開墾並遷徙到客家語區之後，才逐漸客家化。
竹塹社自1797年社人建置竹塹社七姓「化番公館」於新社，名曰「新社公館」，作為辦公、收租的課館。其中供奉七姓之歷代祖先七姓公與土地公福德正神，可以說竹塹社很早就有祖先崇拜的觀念。「新社公館」在另一方面為竹塹社通事、土目辦公的場所，歷來的通事、土目以及眾番，也大多在這裡商議竹塹社的社務事務，以及收取佃戶繳納的番租。關於番租，公館設有「經理」一職位和相關組織，掌管佃農繳納給七房的公用番大租，每年所收的這些番大租作為農曆3月16日及11月16日祭拜祖先與福德正神所需費用，而該組織一直到日治時期初期都還持續運作。
竹塹社基本上模仿以粵籍客家移民為主體的漢人制度，如同粵籍客家人在這個區域逐漸廣泛建立的宗族社會模式，竹塹社藉著在社務中增添類似「嘗會」的祭祀公業，透過祭祀活動與組織內容來整合社群，以維繫番社的存續。時至今日，采田福地仍然是竹塹社宗族共同的信仰中心，作為竹塹社精神象徵。

### 土牛界外和屯番制

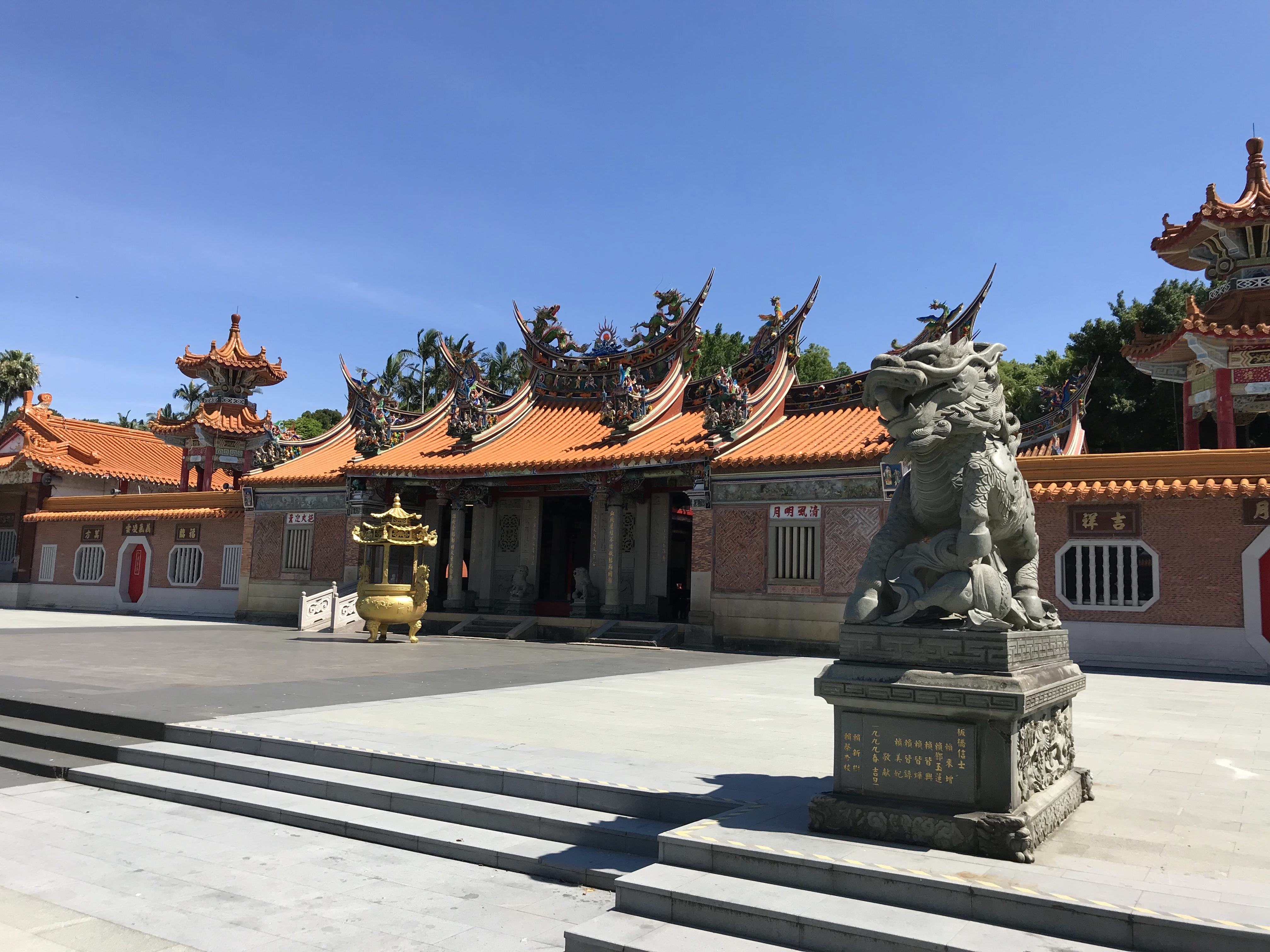
新埔褒忠亭義民廟廟身，竹塹社錢房一同協助建廟

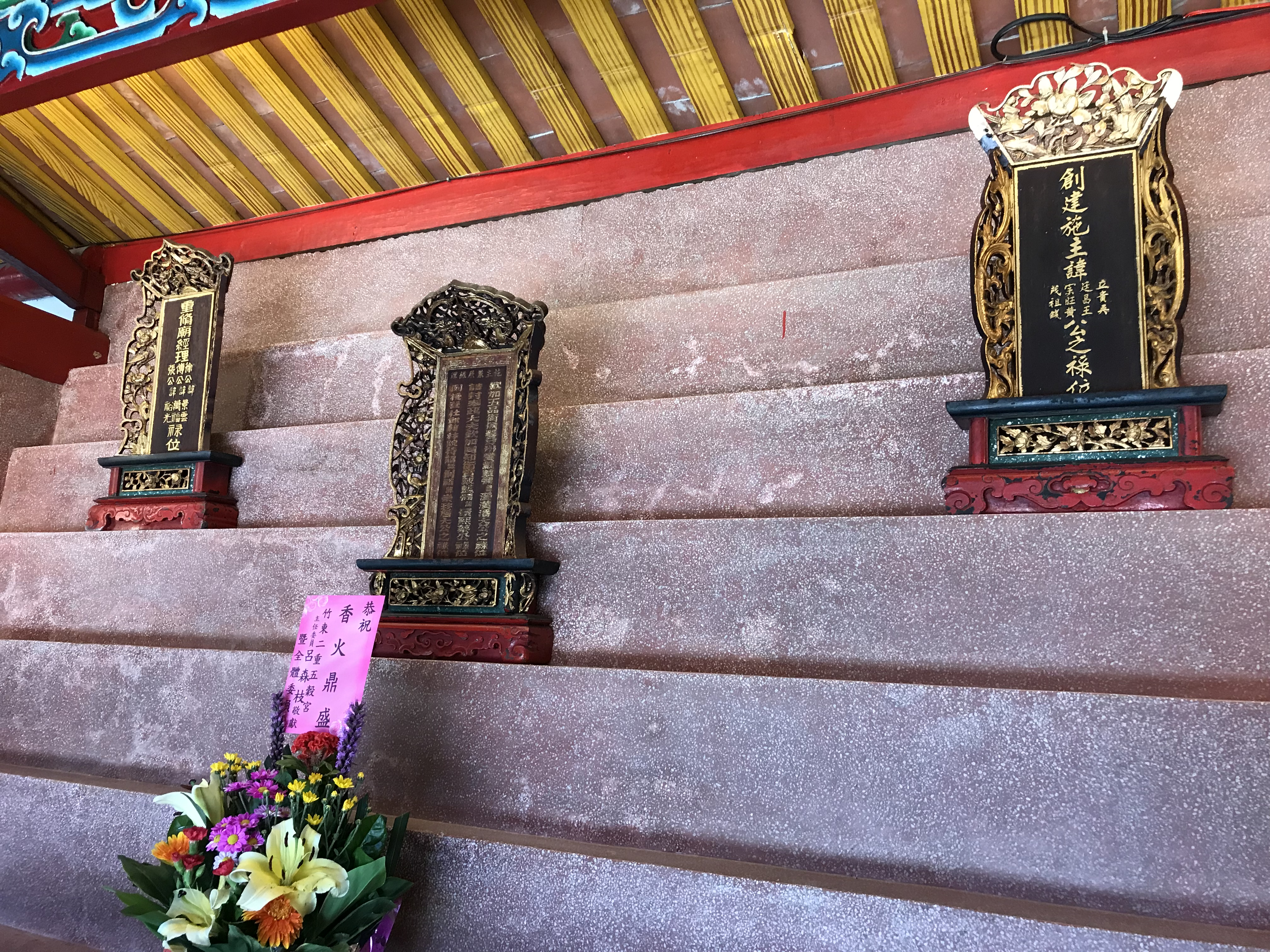
褒忠亭義民廟內，供奉創廟者長生祿位（右），其中竹塹社大屯把總錢茂祖也供奉其中

清政府注意到番地流失情形嚴重，到了乾隆時期官府對於之前鼓勵移民開墾熟番草地的政策，開始有了明顯的轉變，改為積極的護番禁墾政策。官府不僅三度頒布禁令，除了禁止漢人移民贌買熟番業主地之外，同時也禁止繼續開墾未經報墾的荒地，同時也減輕番社社餉。1761年，清廷為了保護番社土地並維持漢番隔離政策，畫下土牛界線和番界，把土地分成土牛界線內的漢墾區、番界外的生番區、以及介於土牛界線和番界之間的熟番保留區，熟番保留區的土地仍歸熟番番社所有，並透過「隘番制」在土牛界沿邊設立隘寮，派遣熟番守隘口，並給予口糧。同時，清廷在1768年設立免納正供的番大租特權，給予熟番享有向漢人收租的特殊權益。
隨著台灣熟番在朱一貴事件等多次幫助清軍剿叛有功，尤其是竹塹社錢茂祖率領族人幫助官府協助平定林爽文事件，在1760年年由乾隆皇帝御賜「義勇可嘉」匾額給予竹塹社。。由於這一連串的協助清廷平亂經驗，使得清廷意識到熟番的武力有助於維持治安。1790年清廷訂「屯番制」，並且將土牛界附近未墾或已墾埔地沒收，轉給予熟番做為「屯番」給養地，這些土地透過熟番耕種或招佃農收租，清政府期不僅盼熟番可以自給自足，還希望透過隘番到屯番的過程，將熟番的武力從名義上納入國家建制兵力之中。
在「屯番制」中，竹塹社做為一個道卡斯族大社，與後壠社群的後壟社、中港社、新港社、貓閣社等四社以及崩山八社之中的雙寮西勢社、貓盂社、房裡社、苑裡社、吞霄社等五社，以及北邊的霄裡社共11社合編為「竹塹大屯」。學者洪麗完指出，桃園霄裡社被編入竹塹大屯之中，應是考慮到社群社會網路關係，因霄裡社與竹塹社互動往來比與南崁其他三社還多，因此改編入竹塹大屯而不是編入武朥灣小屯之中。而崩山八社之中貓盂、房裡、苑裡、吞霄四社本身在屯番制施行以前就與竹塹社互動密切，其竹塹通事曾擔任這四社立約的見證人兼保證人，可見關係親密。竹塹大屯其下統領其他日北、武朥灣二小屯，共設有十一個隘寮。其中竹塹大屯屯丁共有四百人，其中竹塹社屯丁最多，為95人，把總為竹塹社錢茂祖擔任。而錢茂祖家族透過長期擔任屯吏職位，讓家族獲得竹塹社內部的領導地位。
1785年官府將九芎林一帶給與竹塹社招墾，漢人墾戶需向竹塹社繳交番租和口糧。之後官府在1788年再將其他九芎林區域荒埔劃歸竹塹社之屯租田，屯租由官方徵收後，再給屯番發屯餉。「屯番制」的施行，對當時人數不過數百人的竹塹社而言，這是一次重大的變動，同時也是大規模離社行動的開始，95名屯丁在竹塹社青壯男丁中佔相當高的比例，這導致社內男子大多離開番社所在地，在土牛界外的埔地從事隘防或拓墾，使他們的生活及活動範圍更向山區邊緣移動。
這些變化影響了竹塹社原本應有的氏族聯姻規則和權力結構，受到日益頻繁的漢番通婚和移墾社會中劇烈的經濟變化，在過程中其原有部落社會組織幾乎解體。然而在清廷施行邊區特殊的「屯番」和土牛界治理方式，遂使番地轉變成由租佃關係的農業地權形態。從中衍生出複雜多樣的番租形式，讓原屬於番社的原始山林資源逐漸流失，到了日治初期竹塹社番仍有可觀的固定收益，讓番社可以重整為具有現代法人性質的獨特社群。

### 番田客佃
隨著漢番交流互動緊密，竹塹社社番已經對農耕技術相當熟稔，清廷也允許番社成立番業戶報墾土地。竹塹社想自行成為番業主開墾湖口婆老粉荒地，並在1757年向官府陞科納稅，但因為該地離新社大遠而無暇耕種，最終田園荒廢，直到1776年竹塹社只得召募客籍漢佃，重新開墾婆老粉。隨著17世紀後半漢人在數量上逐漸壓倒性超過平埔族原住民，閩粵移民在族群認同和矛盾開始凸顯出來，轉而彼此競爭資源和利益，在漢人社會中形成敵對群體。其中竹塹社逐漸跟粵籍客家人交好，逐漸採納粵人的農業知識，並且使用客語作為契約文書的語言。在林爽文事件中，竹塹社番與客籍移民合作對抗閩籍泉州叛軍。竹塹社與粵籍客家人佃戶共同墾闢荒野、擴展田地。如1791年竹塹社衛房衛阿貴向官府申請而獲得開墾權力，開墾新埔地區。
因此竹塹社對於土牛界外墾熟番保留區荒地，由竹塹社頭人成立番業戶開始招募漢人佃戶來進行開墾，漢人佃戶主要仍繳納固定租額「番大租」給社番，取得土地使用權。社番為業主，漢人為佃戶，形成一種業佃關係。若漢人大佃戶土地太多，還可以由漢人大佃戶自己招漢人來開墾，當二地主，形成傳統一田二主的租佃模式。1794年竹塹社錢子白為首以屯番的身分招漢人入墾大湖口王爺壟、崩坡缺一帶，另外該區羊喜窩和糞箕窩兩地番租由竹塹社七姓中的錢姓和三姓所分。
藉由大量開墾熟番保留區內的土地來累積財富，一些竹塹社頭人家族成為當地望族並熱心地方公益事務，如1809年竹塹頭人錢茂祖與其他漢人仕紳在頭前溪南北岸官道上設置金門厝義渡（又名湳子河），贊助渡夫口糧，促使縣城往鳳山崎的道路通暢，其中錢茂祖捐獻數量是各仕紳之冠。枋寮褒忠亭義民廟原是客籍四姓與竹塹社錢茂祖於1788年捐建，後來成為新竹客籍的信仰中心，其廟中奉有錢茂祖與其他客籍創廟者的長生祿位，共祀的實質涵義則呈顯出客籍漢人和熟番長期相處融洽的族群關係。

### 界外隘墾

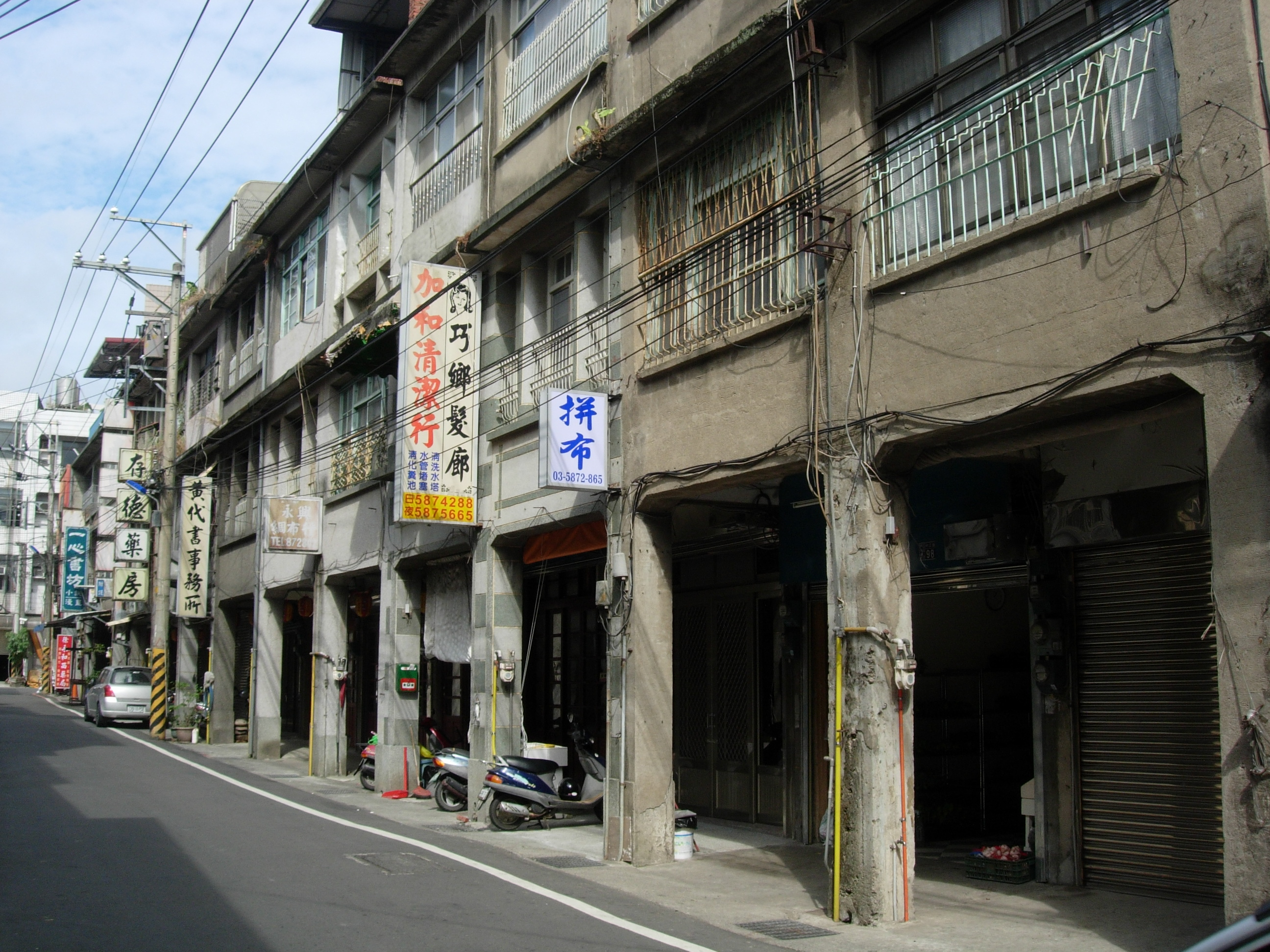
衛房衛阿貴在咸菜甕開墾，並興建公館用於墾務和課租辦公用，後來該處發展成為關西老街。今關西老街圖

自從清廷實施「屯番制」後，官府開始允許漢人與「熟番」結盟進入原先劃定禁墾的生番「番界」內進行武裝拓墾。1793年閩南人成立隘墾庄來開墾番界外的咸菜甕荒地，但因為受到泰雅族不斷攻擊而被迫放棄開墾，該區開墾事業在隔年轉由身兼隘首「屯目」的竹塹社人衛阿貴接手，衛阿貴其子衛福星此時擔任竹塹社土目。衛阿貴招募大量客籍佃戶前往咸菜甕開荒，並邀請關係密切的粵籍仕紳兼大佃戶的王廷昌也一同參與，王廷昌家族在竹塹社衛家的古文書中被稱呼為「漢親」，顯示極為親密，王廷昌家族藉由與竹塹社領導階層的特殊關係，日後成為關西的望族。
竹塹社番與客家人聯手拓墾建庄之地，多位在鳳山溪上游兩岸河谷平原。透過「設隘募丁」的方法，竹塹社家族開拓近山生番地帶建立隘墾地，如竹塹社的潘文起家族開拓頭前溪中上游九芎林水坑、五股林一帶、衛阿貴家族開拓鳳山溪上游咸菜甕一帶的，以及咸豐年間竹塹社錢朝拔兄弟以類似模式隘墾的方式，於頭前溪上游開拓田寮坑、濫仔一帶地區，收取隘丁口糧或隘墾戶大租。
在隘墾庄的拓墾地方勢力來看，如竹塹社衛房長期以來都是鹹菜甕地區最為重要的移墾勢力，不過19世紀中葉以後衛房在當地影響力已不復以往。開墾的主導權漸轉到受招募而來，且實際從事拓墾的客籍佃戶，社番也因客家化或遷居等因素，逐漸隱匿族群身分，在鹹菜甕地區拓墾活動中的角色逐漸淡化。到了十九世紀末，屯番制已逐漸走向衰微，不僅屯丁殘弱名不符實，屯租也徵不足額，屯餉則減半發放，其中大半還被屯吏冒領瓜分。劉銘傳在1887年已相當明瞭番屯「有名無實」，因此將全臺番丁裁汰，對「屯番」重新進行改革。

## 衰弱
竹塹社在竹北新社設有祭祀公議場所的公館，但之後竹塹社人隨著拓墾潮流紛紛離散，新社更受咸豐年間時的閩粵械鬥波及受創。十九世紀初是新竹地區閩粵械鬥最熾烈的時候，在1853年閩粵械鬥，其番社所在新社地區屢被肆擾，甚至新社公館還遭到祝融之災。另一方面，竹塹社番皆散居附近的番子陂、犁頭嘴等，以及枋寮、新埔、鹹菜甕等村庄，經此動亂，本來在新社社番更是散居到各處，逐漸往東北遷徙，遂定居於今日新埔、關西、芎林、橫山、竹東等地，留在新社的番戶不過三、四戶而已。。此外，竹北番仔陂圳管理權原屬於竹塹社番持有，結果在這段時期之後管理權變成漢人36戶共同所有。翁厝圳原為竹塹社人所築，在1855年後管理權也落到漢人手上。
竹塹社男子單身不娶絕嗣者甚多，如七姓中的黎姓、金姓已經絕嗣。這可能與竹塹社人並沒有漢人濃厚的家族觀念，不認為傳宗接代是男子責任有關，男子不婚，到了晚年才抱養漢人繼承屢見，家族結構便逐漸瓦解。又如關西衛阿貴世系表可得知，衛阿貴娶四個妻子，生有五個兒子，其中二個兒子未婚，其他三個兒子雖然有結婚，但都未生下一男半女，因而收養漢人杜家之子，所以事實上關西衛家自第四世抱養漢人子孫繼承宗祠之後，從父系上來說已斷平埔族之血源。在其他房裡，三虎豹厘家族亦有相同狀況，第五世未有子嗣，第六世為抱養來的漢人之子。打鐵坑衛家五世無子，其妻為漢人徐氏，召招漢人盧姓贅夫，生子衛華龍繼承衛姓香火，因此這兩支平埔族血源皆中斷。相比，錢姓、廖姓人數較多，若有無嗣的情形，大多抱養族內同姓子孫，多採同宗抱養。

### 地權流失
在很長一段時間，原住民之中不少為新竹地區大地主，漢人移民僅能向原住民承墾土地，以合股或是集資的方式成立墾號進行開墾。從歷史文獻和古文書中可以發現，一些才能卓著的番社頭目自行在保留區內招佃開墾取得番租權，通事土目也以照顧屯番家眷之名，將新立墾批中的大租權據為己有。學者李翹宏提到，在乾隆嘉慶年間竹塹社的土目、通事藉著開出墾批佃批，出現競相謀取番租利益的場面。本應屬於社眾共同管理的社地，部份均分給社番開墾自耕，或由土官招佃收取口糧租，部份則由通事土目取得招墾收取番租，逐漸成為永為己業的私人財產。到了1888年劉銘傳推行清賦政策之前夕，竹塹社通事的社課來源只剩下的下枋寮庄、員山仔庄、蔴園庄、樟樹林庄這四庄的若干佃戶與一開始的四個漢墾庄的漢業戶番租了，而且其中已經有嚴重的公私不分所衍生的糾紛。
土地權益的喪失，是促成竹塹社經濟衰退的重要因素。儘管許多漢佃與竹塹社有密切往來，不過隨著漢佃拓墾面積的增加，竹塹社等「番業主」的權利卻因而日益受到威脅，原因在「熟番保留地」經歷水田化之後，墾成埔地的價值遠大於原本招墾時旱園或林地，雖是由「番社」給墾，但隨著土地價值的翻轉，原本的公共荒埔可能轉成可耕之地後，便引來其他人的覬覦。其中原本在19世紀中業之前的竹塹社社番，靠著田廣租多，過著富厚的生活，但因性情嗜飲食而貪小利，漢人中有不少奸巧詭譎者，每每邀約供以酒食，趁著酒醉之際把許多田地以極少的價格出售，漸漸地土地落入漢人手中，原住民日子是越來越貧困。更重要的是竹塹社卻未能分潤其土地增值所帶來龐大的經濟效益，按清代律法，這些漢佃並未獲得完整的土地所有權，但是他們可自由轉賣自己的小租權，從19世紀中葉起，漢佃開始買賣自己的佃耕權。一旦竹塹社社番進入商品經濟的生活，開始對於貨幣產生需求，在未能分享土地增值的利益下，最後只剩下典賣土地獲得錢銀的辦法，土地逐漸流向客籍漢佃，透過這種飲鴆止渴的作法，終使得竹塹社的地權逐漸流失。然而儘管官方重申嚴禁漢人踞社、霸佔田園，其實並沒有發揮什麼效果，仍然有許多社番甘願冒著土地被充公的風險，私下將土地杜賣給漢人。

### 逐漸漢化

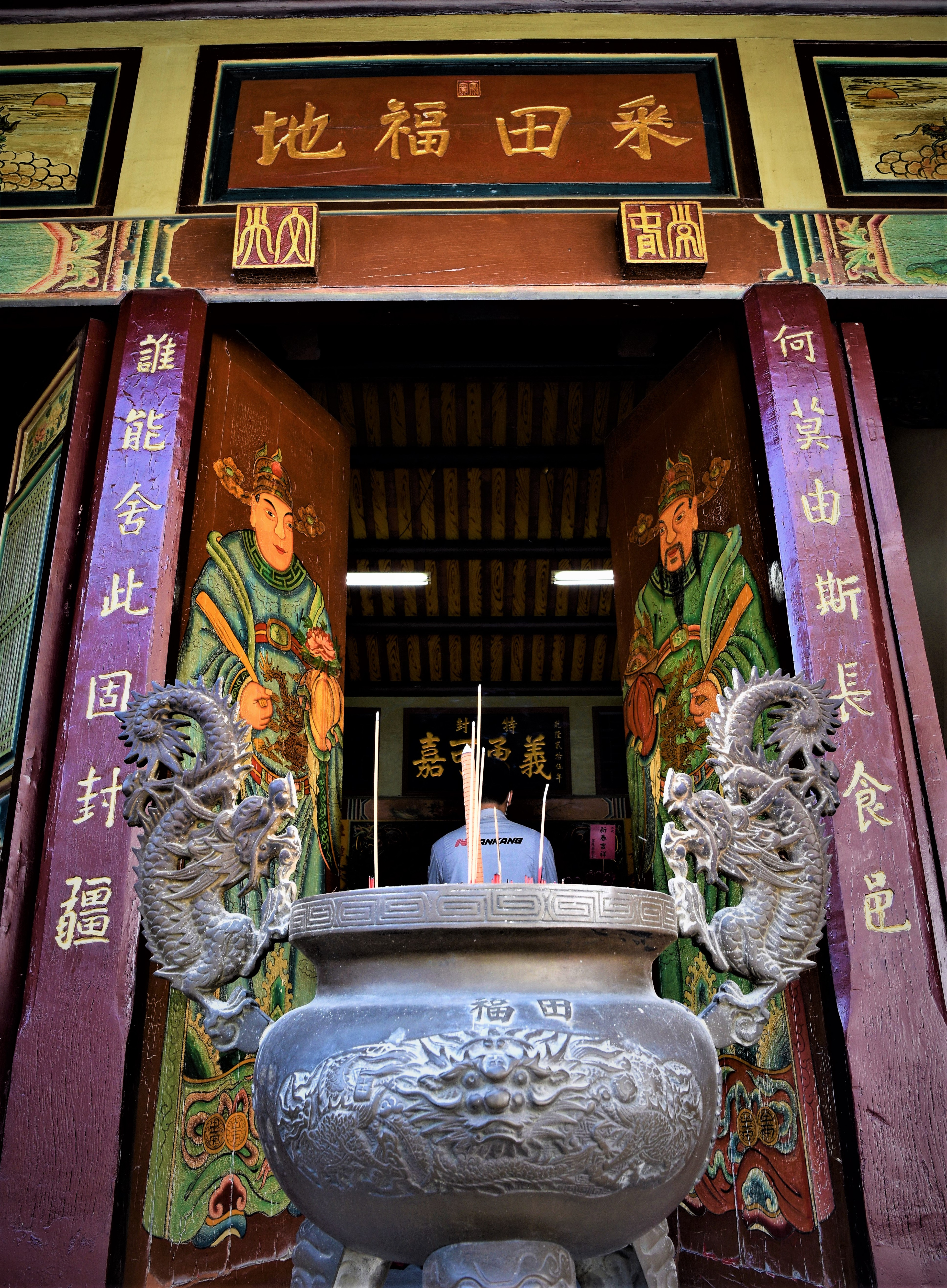
竹塹社舉辦社內祭儀的公館采田福地，其建築、雕塑、繪畫、香爐、神龕都顯示相當漢化

竹塹社的居住型態原本是社番共同群居的生活，隨著漢人大量移民的遷入，加上18世紀中期竹塹社人離社散居情形增多，漢番雜居情形更為常見。到了1826年台灣道張嗣昌設土番社學於竹塹社，位於舊社湳雅。透過設學、鼓勵等方式，讓竹塹社人得到「教化」，加速其漢化。而竹塹社公館也分出部份番租作為教育資金，鼓勵社內子弟接受漢人教育，因此同治、光緒年間竹塹社生員輩出，共計有11人，其中新埔廖舒秀家族生員就佔5人之多。竹塹社在清代接受漢語、學習漢字的同時，意味著自己母語及文化將逐漸消失。
竹塹社的通婚情形向來都是七姓內部的族內婚，遷至新社後仍繼續與社內七姓通婚，後逐漸與漢人通婚。從社內通婚到與漢人通婚，不只改變婚姻對象，更是喪失歷史記憶和族群文化的開始。根據學者廖豪邁世系表分析，以竹塹社錢皆只家族為例，第一世至第三世皆為族內婚，第四世開始娶漢人為妻。番子陂衛家的情形與錢皆只家族相同，第一世至第三世皆為族內婚，第四世開始娶漢人為妻。由族內婚改變為族外婚，竹塹社家族結構開始鬆動。漢人女子進入竹塹社家庭，帶入漢人習俗，傳給下一代，改變了竹塹的語言、風俗及生活型態。值得一提的是，直到十九世紀中葉時竹塹社才開始與漢人客家人通婚，然而客家人在傳統上，基於語言、文化、風俗習慣等的因素多為族群內婚，甚少與外人如閩南人通婚，因此代表十九世紀中葉時期竹塹社人的客家化已經達到某種等同於客家人的程度，促使客家人願意與竹塹社通婚。
在清朝道光年間（1821年－1850年）鄭用錫就提到竹塹社自身文化逐漸流失，不僅飲食、習俗都已經接近漢人文化，在語言上流利使用道卡斯語的只有十分之二、三。到了清末更嚴重，《新竹縣采訪冊》中提到當時的竹塹社番漢化很深，且與漢人散居於竹北、新埔一帶各庄之中，其房舍、飲食、衣服、器用，以及習俗中的嫁娶、喪葬，皆與漢人相同無異。不僅如此，當時作者陳朝龍在採訪中發現，竹塹社原住民中只有一、兩位遺老能使用番語，但也只有口語中的隻句片語還記得。到了日治時期，番語只在祖靈祭儀中使用。隨著二戰之後的1966年時，當時已有八十餘歲的竹塹社後裔潘阿屘還能使用番語祭祖，隨著他過世竹塹社全社已無懂祖語的人，祭祖時只能用客家話祭拜。
一些竹塹社人在墓葬上仿造漢人在墓碑上寫上漢人的堂號，如光緒年間錢房錢定邦的墓碑上面就已有刻上「彭城」的堂號。此外，一些竹塹社家族在嘉慶年間已有風水觀念，懂得為祖先選擇一處好的墓地。他們採納客家人特有的風水習俗，也使用客家「二次葬」的埋葬方式，即待先人埋葬了一定的時間，將其骨骸挖出，置於斗甕重新安葬，可看出部份竹塹社家族已完全的融入客家社會之中。1895年《新竹縣采訪冊》提到竹塹社熟番人數有390人，其中錢房人數最多，有兩百餘人，其他衛、廖、三、潘等房人數只有數十，而黎、金兩房已經絕嗣。曾經在清代竹塹社熟番人口最高有千餘人，但隨著漢化關係和散居與漢人混住，平埔族認同逐漸流失。

### 內部鬥爭不合
竹塹社的內部鬥爭大致發生在竹塹社通事、土目侵占社權和土地金錢的紛爭上。當時竹塹社社租還是一筆為數可觀的巨款，隨著番社內部因番租土地分配、公私不明的問題持續惡化，曾經任職掌管相關經費之人，均免不了發生侵吞社租屯餉的行為，因此社內各姓派系糾紛層出不窮。學者李翹宏推測竹塹社番眾內部之間很可能早已離心離德，各家尋求各自發展，導致一些有能力的家族或個人離開番社，前去隘墾區發展。而竹塹社的通事土目到了光緒年間，既已無荒地可再立墾批取得更多番租，便開始相互爭奪既有的番租權益，演變成前後通事糾結豪佃，強占社課，進而互控報官的局面，其中復雜程度連官府都難以判明處置。如1886年北路屯千總竹塹社錢登雲卸下屯吏身分之後，則以自身曾擁有崇高的屯吏地位，與其他錢房派系、衛房等人馬爭奪竹塹社頭目與社租，而展開數年之久的內部鬥爭。其中竹塹社的一些屯丁，甚至夥同房長、番耆等，指控對方侵占社租。社內各姓派系糾紛官司的往返所費不貲，對於社務的運作、社民的權益、社民的認同都具有相當負面的影響。

## 番社終結
清領時期的竹塹社在身分上是熟番，還可以收取番大租維生。到了日治時期，日本總督府在政策上把熟番納入街庄行政、取消大租以及公學校教育，於是這些在清代享有身分特權差異的熟番，到了日治時期變成與漢人沒有其他差異。1904年日本總督府基於熟番開化已經如同漢人，且大多分布居住在普通行政區，在政策上把熟番與周邊漢人一起編入地方基層行政空間，適用普通行政法，在殖民政府「番、民一視同仁」的政策下，不再由社長、頭人自行處理行政事務，而交給街庄長接手管理，在行政上終結了番社存在。

### 廢除番租
竹塹社族人的經濟地位直到日治時期廢除大租制，才真正的沒落。日治時期日本政府取消了竹塹社既有的一些土地權益，1904年廢除番大租，使得竹塹社自清代以來所收的番租併入國庫。1905年開始進行大租權的買收補償及公債補償，大租權一經政府的整理並買收，原本番社共有的番租即轉變為「補償金/公債」，此後番社不能再每年收取定額租谷，而是賣斷後換成有價證券或金錢。總督府給予竹塹社公館采田福地公債卷做為補償，采田福地將公債卷賣出另購水田收租，來維持采田福地運作。但因為清代所收番大租還可達1,917餘石的租米，但在廢除番大租後年收僅租米140石，落差極大。大租權的廢除，很大影響了竹塹社采田福地祭祀公業的財產與營運，使得竹塹社無法繼續像清代一樣，每年透過向竹塹社耕墾土地的漢人收取番租，來維持社內組織的運作。加上采田福地祭祀公業屢屢訴訟，七姓內部訴訟內鬥不斷，導致采田福地營運困難，必須跟漢人借錢償還債務，最後竹塹社五房後裔以「祭祀公業所有者竹塹社」的名義，計共九十五人，同意將出賣部分公業土地，還清所有債務。不久，竹塹社五房內部再度出現糾紛，這些糾紛進一步導致了公業土地再次流失。

### 族群認同驟降
在清末1895年，儘管漢化嚴重，《新竹縣采訪冊》仍提到竹塹社熟番人數仍有390人，這些竹塹社人維持熟番的族群認同。但隨著番大租和熟番身分的特權的取消，到了1915年日本政府進行第二次臨時人口普查時，竹塹地區僅有34人承認熟番身份。此一事例，說明自清代以來一直被視為一種集體身分的熟番，其內部已經有了很大的分化，部分竹塹社後裔選擇當個隱性存在的「熟番」。學者詹素娟研究認為，在清代熟番的身分具有社餉制「以社納餉」、和免納「個人稅貢」的特殊權利。此外，其熟番身份還有「收取番租」，和番屯制「以社為屯」世襲職務等福利。然而在高度漢化時，如果沒有這些福利，熟番可以在任一時間點選擇身份的放棄，因此口糧租收取的實利，與熟番身分延續和保持之中產生連動關係，導致「免納正供、收取番租」才是清代維繫熟番身分的主要機制。因此在日治時代廢除熟番本身的番大租之後，稅賦特權的喪失，自此熟番等同於漢民，不再享有別於漢人特殊的租賦，而是必須與漢人一樣，繳納同等的稅賦，這讓部分竹塹社成員而放棄熟番的族群身份，並藉機流動到「福」、「廣」其他漢人分類去。
日本殖民政府在於1906年所實行的戶口調查，竹塹社後裔的戶口調查簿裡面的「種族欄」，其中被註記為「廣」，未見「熟」。這說明了當警察會同地方保甲到這些竹塹社熟番家戶進行調查時，竹塹社後裔在日常生活使用的語言、文化、信仰以及風俗習慣等，已經完全與當地的客家人相似，才會有「廣」的註記，這被視為熟番失去身分的重大關鍵。在這個時期竹塹社錢皆只家族已登記為粵人、新埔的廖姓、三姓亦是如此，反應出來當時許多竹塹社的自我認同，因為漢化過深及收租權力的喪失而放棄熟番身分。在番大租的廢除以及種族欄的取消，導致竹塹社放棄認同，徹底的漢化。
在現代竹塹社後裔在族群認同問題上，對於「原住民認同的汙名感」是極為敏感且重要的因素。在邱美玲的田野調查研究發現，「客家認同」中的後裔受訪者，有一半的因為有「原住民認同汙名感」這個因素，這使得他們平埔族認同趨向隱形化、不公開化，而表現出顯性的「客家認同」。時至今日，從學者楊毓雯的研究結論來看，她認為湖口、新豐道卡斯竹塹社廖姓後裔，從歷史探究來看已經成為「平埔客」，這些現代的竹塹社廖家子孫，不僅紛紛投入客籍漢人宗親會，與客家人稱兄道弟。廖姓族長廖英授更堅持傳揚客家文化理念，可以說是「平埔客」客家認同的最佳註解。也就是說竹塹社廖姓後裔的客家認同是存在無疑的。

### 公館轉型祭祀公業

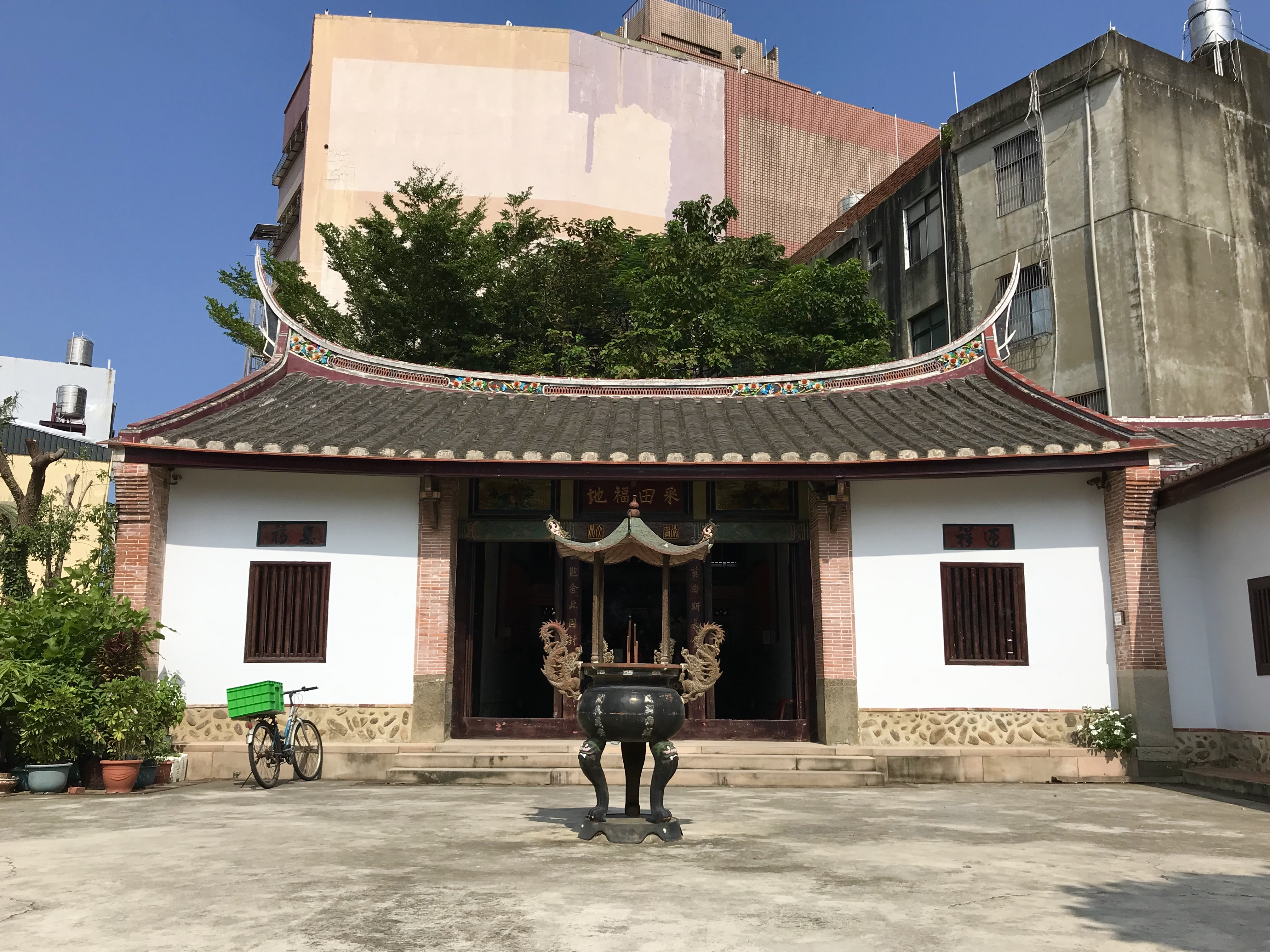
竹塹社公館采田福地，原為竹塹社管理組織，隨著時代變遷，今日為「竹塹社七姓公祭祀公業」所在

隨著竹塹社的崩析，竹塹社公館采田福地原有的公有社產轉成為竹塹社祭祀公業財產。在1923年所組成的「祭祀公業竹塹社」，其派下員認定只有95人，為清代竹塹社屯丁95人而來。也就是說1923年之前，竹塹社七姓所有的子孫皆有參與的權利，但在1923年之後，只剩下清代竹塹社屯丁95人的派下子孫具有參與的權利。各姓的分布情形為錢姓38份，廖姓33份，衛姓18份，三姓3份，潘姓3份。該組織由眾議推舉管理人二人及五房長、屯目一同進行管理決議的模式，到了1941年組織改組為「派下總會」，選出會長、理事、監事等。1979年改稱為「竹塹社七姓公祭祀公業」。
在大租權廢止後，竹塹社祭祀公業收入銳減，在戰後1949年實施三七五減租政策後，進一步衰弱收入。1980年祭祀公業把所有出租土地售出，得結餘255萬餘元存入銀行，每年的利息收入35萬餘元，成為祭祀公業的最主要的收入。以前竹塹社祭祀公業派下員，不讓七姓以外之他人祭拜，1926年發生霍亂，才讓村民到采田福地求神問卜，因此成為當地新社附近福佬系、客家系庄民信仰之廟宇。

### 現代族群振興運動
隨著現代原住民文化復興和認同興起，道卡斯族竹塹社在潮流的帶動下，也意欲重新喚起派下成員的族群意識與認同，他們透過竹塹社祭祀公業和後裔宗親會，開始大聲疾呼道卡斯族正名，意圖恢復平埔族身分。根據竹塹社祭祀公業在1987的調查，竹塹社子孫散居全台，除1戶絕嗣外，計有新竹縣有56戶、新竹市4戶、桃園縣14戶、其他縣市20戶，共94戶。在2004年以前竹塹社祭祀公業是代表制，為了適應政府修法的新政策，在2004年祭祀公業理事長廖榮進歷經兩年走訪，重新確認竹塹社現今後裔，尋回現代363位派下子孫，並取得竹北市公所核發的族裔證明。2004年竹塹社錢姓宗親會成立，團結錢姓族人之外，同時也是向外界證明他們的存在，朝著爭取道卡斯竹塹社正名目標而努力。然而因為長時間漢化的影響，竹塹社文化幾乎全部流失，當代竹塹社後裔在祭儀上幾乎客家化，想恢復舊禮也不知如何改起。而在恢復傳統祭儀「走田」上也困難重重，祭祖儀式日固定在每年農曆7月17日，當天不一定是假日，後裔中的年輕人對此活動參與也意願不高。
在2007年竹北新社采田福地被列為為新竹縣定三級古蹟，並給予經費修整。2011年經竹北市公所補助鋪設前方廣場，新建的涼亭以及文化牆，使得今日采田福地更具規模。近年來加上原民會以及竹北市公所補助，讓農曆7月17日的祭祖儀式更為盛大。再加上祭祀公業捐出廟旁土地闢建成公園，與社區的關係益形融洽，當地采田福地香火也更為旺盛。

## 社內組織

### 土官/土目/頭目
「土官」一職，源於荷蘭時期開始設立，一直沿用到清代。在1748年以後，稱呼改稱為「土目」。擔任土目之社番，必須為人公正誠實、熟悉社務、有家室，經番社眾人推舉後，呈報給官府，由理番同知給予土目任令，並公告週知。而土目的職責則為處理社務、管收公租以及給發口糧。1888年劉銘傳改革番社與番租，裁撤實行已久的土目、通事制度，改職為「頭目」，社務統一歸屬頭目辦理，因此相比土目權限更大。一般社務與管收租等事務，以頭目為直接執行機關，為經理番租之人。

### 通事
「通事」的設立最早為明鄭時期，清代延續舊制，由官方設立。通事一職，必須要能通番語，且要辦理番社納餉以及差役等事，最初番人不識字，故多由漢人擔任。隨著竹塹社與漢人接觸日久，社內開始有漢語的能力之人，在1741年起通事改由竹塹社番內部人員擔任。通事的產生資格與方式與土目相同，都由番社眾人推舉後官府認可，職務為翻譯、文書外，也要負責管收社租、發放口糧以及管理社務，更要懂得識字，才能勝任。因此土目與通事雖然同為番社的管理人，但實際上通事的地位往往高於土目。竹塹社內部家族透過長期擔任土目、通事等這些職位，不僅帶來聲望，也使得家族其在地方有一定程度的影響力。

### 房長
房長為竹塹社除了土目、通事之外，所發展出來的內部管理組織。竹塹社內部「房長」不是清廷官方要求的職位，而是竹塹社仿漢人的宗族組織自行設立。竹塹社被賜漢姓以後，在十九世紀初時內部增設了「房長」，做為每個姓在竹塹社內部組織的代表。因為竹塹設同姓不同宗的特性，每個「房」之下又可分為幾個不同譜系，因此與漢人同姓宗族中「房」的概念有所不同。房長由社內的土目、通事，給予其戳印，其主要職務為幫理社務，以及差傳公事。當頭目、通事遭到斥革時，由各房房長公議，向相關官府稟舉繼任人選。在十九世紀中葉後，由於金、黎兩姓絕嗣，剩下五房。

## 傳統文化

### 命名
傳統的道卡斯名字命名上使用前名與後名相連的親子聯名型態，前名為己名，後名為親名，大多聯父名，但亦有聯母名的情形。如竹塹社衛阿貴的原住民名字為「阿貴·麻咾吻」，其中他的親名「麻咾吻」是其父親「麻咾吻·直雷」的己名，衛阿貴的兄長之原住民名為「廷烈·麻咾吻」，同樣也是親子聯名型態。除此之外，竹塹社還有其他命名習慣和特色，其一為原住民名字之前、後附加一形容詞，如「老」魯于、「小」里孛抵𠯿、加比「長腳」等。其次是己名前置「阿」字，如阿貴、阿仁、阿生、阿乃等。其三為己名後加一「仔」字，如萬仔朥「仔」等。
到了乾隆賜姓之後，尾名的使用是竹塹社命名上的一大特色，學者王世慶、李季樺認為在清廷賜姓改用漢姓後，竹塹社為區分其同姓不同宗關係，在名字末尾附加之房族尾名加以區別。如三姓的三斗限·比抵，其子為三虎豹厘·比抵，皆有房族尾名「比抵」。三姓有「比抵」、「安榮」、「抵朥」、「乃」等不同房族尾名，在錢姓有「佳」、「產」、「斗鬼/斗魁」、「懶慓」等房族尾名。然而其實這種爲區別血緣系統，在番名後加上一個尾名的型態，在賜姓前雍正時期的紀錄中就早已經存在了，由於欠缺更早時期的姓名史料，很難證明這種方式是否因受漢人姓氏影響而產生，又或者是其原本就已存在。無論如何，竹塹社人習慣上是以後綴附加的方式命名，與漢人前綴姓氏的習慣大相逕庭。這種命名方式的使用在1850年以後就沒有再見到了，而取代之以漢化的姓名形式。竹塹社從乾隆中葉開始，就已經有竹塹社人開始使用漢名，如廖姓某人的原住民名字為「廖叭𠯿·加禮」，他還取了另一個漢名為「廖舒秀」，可能視情況和場合使用番名或漢名。

### 祭儀
早在漁獵時帶，竹塹社人的宗教儀式中以鹿肉饗祀、以善跑為尚，其祖靈祭儀稱之「走田」或「走奠」。文義上，「走」為跑之義，全社共同祭祖的傳統，謂之「田」。早期在農曆5、6、7、8等月舉辦，到了清末，儘管竹塹社人多已漢化，但「走田」的祭儀仍保留下來，每年於竹北新社的「采田福地」公館舉辦兩次，分別為農曆3月16日與11月16日，由土目準備生的祭品如鹿肉或鹿脯、豬肉、雞鴨肉等，置酒於地，呼請祖先名號。然後從社中選出善跑者十餘人，牽引跳躍而跑，隨後分手而跑。約跑數里，又聚集，再度用手互相牽引，跳躍一番，接著再分手而跑，這時各人騁足奮力而跑，跑十餘里，先回到社內的給予獎賞。祭祖儀式中的「走田」與「吃生豬肉」，只有竹塹社番才能參加，一般的漢人是不能參加的。因此竹塹社透過傳統的祭祖儀式，來區分自己人與外人，來維繫自身的族群意識。
縱使竹塹社采田福地也供奉許多漢人神明，但是傳統的祭儀仍舊繼續維持著。到了日治時期1939年時還曾舉辦過，由青壯年族人繞跑社有土地所在地一圈，跑完後大家聚餐，並須各吃一片薄片生豬肉，不過當時已將這種賽跑型祭祖活動改稱為「運動會」。最後一次有記錄的祖靈祭儀是1948年時，後中斷直到現代近年復興舉辦，但「走田」儀式並未復辦。到了現代因受漢化影響，采田福地每年例行的祭日改為農曆2月土地公生日、7月17日祭祖和中元普渡、每年11、12月間舉行的登龕大典。

### 飲食
在史前漁獵時代，竹塹社傳統飲食是吃獵肉和捕魚，並輔以一些五穀水果。所獵的鹿肉會允血喝掉，並以火烤食用，剩下大多會在鹿腹內用鹽醃製，後續食用，鹿肝也可剁成肉醬。所獲的魚肉同樣是火烤，多數會用鹽醃製。竹塹社人喜愛重味道的食物，他們會故意讓魚肉、鹿肉微微生蛆發臭，但竹塹社番卻嗜之如飴。一些鹿肉和魚肉少許醃製後，伴著黍飯參在一起，等了二十餘天後發酸再吃，這也是竹塹社民愛吃的食物，適合出遠門捕獵時食用。竹塹原住民肉類來源除了捕獵外，還會畜雞，會在客人來訪時殺雞款待。在水果方面，竹塹社原住民還愛吃芒果和番石榴，因為番石榴味道較重有一股特殊臭味，竹塹社番特別愛吃。冬瓜則是貴重的蔬果，專給貴客享用。

### 衣著
根據《淡水廳志》記載，道卡斯族人男子將頭髮剪到額頭，戴竹節帽。竹節帽高一吋多，先以紅線纏繞之，再以黑繩將竹節帽固定於頭上。瑪瑙珠為道卡斯族人的主要裝飾品，除了穿戴於手臂上， 亦會做成瑪瑙珠串垂掛於胸兜上。傳統衣服稱「幾轆」，男子上身穿著以布和達格紋製成且長及腰的几轆，再以兩幅布圍住下半身，除了布之外，亦有以鹿皮製衣，婦女的服裝與男子相同。男女自小就開始穿耳洞，再以竹圈穿入耳洞，使耳朵越來越大越來越長，等垂到肩膀時，則以木板、螺殼 嵌入，亦可戴上米珠做裝飾。

### 婚嫁
根據《淡水廳志》記載，在婚嫁方面道卡斯族稱嫁娶為「諳貓麻哈呢」，娶妻之前，竹塹社番男子需先準備生鹿肉為聘禮。等到結婚的時候宰牛、飲酒唱歌整日。結為夫婦後如果感情不睦，須離婚待一年後方可改嫁娶，且必須等男方先娶之後，女方才可以再嫁。如違反約定則處罰婦人、第二任丈夫、和婦人娘家之父母各瑪瑙珠一串，或牛各一隻。若第二任丈夫不願受罰，可以糾集親眾，拿著弓箭和鏢刀，把第二任丈夫的家給拆了。這些報復行為是社內土官、通事不能禁止干涉的。私通之懲罰更為嚴重，除了私通男女要被殺死外，姦夫之父母亦被連帶懲罰，不僅姦夫父母房屋會被折毀，對於瑪瑙珠的懲罰也加倍分給社番，以示教家不嚴，但未嫁娶者則不罰。這顯示道卡斯族人對婚姻是相當重視的，尤其是對婦女的要求較男方嚴厲，或許與道卡斯族人生產力低、娶妻不易有關。

### 喪葬
根據《臺海使槎錄》記載，早期竹塹社社番過世以後，均裸體然後以鹿皮包裹，由親人將死者運送至山上，以鹿皮為席、衣服覆身，土葬於山中。為表哀悼，死者家屬三天不出戶，不從事生產，也不唱歌，由鄉親供給飯食，直到喪期結束之後才到自己的田園耕種。喪期也隨親人等級不同，夫婦一月，父母兄弟需半月。番社內的通事、土目也以社內有喪事不吉，三天不出門。服喪期間，婦人不帶耳珠，也不著艷服，等到一個月的喪期服完之後，死者家屬才回復到以往平日的生活。

## 註腳
1. 1 2  楊毓雯，2007年，第14頁
2. ↑  陳美芳，2011年，第30頁
3. ↑  陳美芳，2011年，第31頁
4. ↑  廖志軒，2015年，第20頁
5. ↑  楊毓雯，2007年，第20頁
6. ↑  《熱蘭遮城日誌》 II-F/1644-10-29 （页面存档备份，存于）
7. ↑  翁佳音，〈路是人走出來的：十七世紀中葉台灣島內南北交通路線表〉，《歷史月刊，232》，第33-38頁
8. ↑  William Campbell. . Kegan Paul, Trench , Trubner. 1903: Paragraph (14)–pages24, in lines 1.
9. ↑  鄭維中. . 如果出版社. 2006-10-02. ISBN 9868241626.
10. ↑  王郭章，《圖說竹塹》，2004年
11. 1 2  陳美芳，2011年，第42頁
12. ↑  陳美芳，2011年，第37頁
13. 1 2  李翹宏，〈清代番地治理與族群地權關係─以鳳山溪流域的竹塹社與客家佃戶為例〉，《全球客家研究2期》，第270頁
14. ↑  呂佩如，2009年，第13頁
15. ↑  林淑慧 《台灣文化采風：黃叔璥及其《臺海使槎錄》研究》 第143頁
16. ↑  阮蔡文 《竹塹 （页面存档备份，存于）》
17. ↑  呂佩如，2009年，第14頁
18. ↑  廖志軒，2015年，第37頁
19. ↑  施添福,2001，第
20. ↑  范明煥，2004年，第16頁
21. ↑  范明煥，2004年，第15頁
22. 1 2  王藝臻，2015年，第59頁
23. ↑  王郭章，圖說竹塹，2004年
24. ↑  廖志軒，2015年，第38頁
25. ↑  陳美芳，2011年，第68頁
26. ↑  王世慶、張炎憲、李季樺《竹塹地區拓墾文書解題》 第59頁
27. 1 2  邱美玲，2012年，第31頁
28. ↑  范明煥，2004年，第17頁
29. ↑  李進億，《臺灣水租的空間分佈與歷史變遷－以桃竹苗客庄為中心的考察(1730-1945)2020年》，第10頁
30. ↑  陳美芳，2011年，第147頁
31. 1 2  陳美芳，2011年，第86頁
32. ↑  陳美芳，2011年，第92頁
33. ↑  陳美芳，2011年，第91頁
34. ↑  余文儀，《續修臺灣府志》（臺北：大通書局，1987），頁574
35. ↑  廖志軒，2015年，第118頁
36. ↑  邱美玲，2012年，第38頁
37. ↑  洪惟仁、許世融，〈新竹地區的語言分佈與民族遷〉，《新竹文獻63期》，第23頁
38. 1 2  廖志軒，2015年，第107頁
39. ↑  李翹宏，〈清代番地治理與族群地權關係─以鳳山溪流域的竹塹社與客家佃戶為例〉，《全球客家研究2期》，第279頁
40. ↑  廖志軒，2015年，第24頁
41. ↑  韋煙灶，2013年，第119頁
42. ↑  廖志軒，2015年，第71頁
43. 1 2  廖志軒，2015年，第84頁
44. ↑  黃紹恆、鄭螢憶編纂，《關西鎮志》，第177頁
45. 1 2  李翹宏，〈清代番地治理與族群地權關係─以鳳山溪流域的竹塹社與客家佃戶為例〉，《全球客家研究2期》，第264頁
46. ↑  李翹宏，〈清代番地治理與族群地權關係─以鳳山溪流域的竹塹社與客家佃戶為例〉，《全球客家研究2期》，第282頁
47. ↑  李翹宏，〈清代番地治理與族群地權關係─以鳳山溪流域的竹塹社與客家佃戶為例〉，《全球客家研究2期》，第266頁
48. ↑  呂佩如，2009年，第15頁
49. ↑  李翹宏，〈清代番地治理與族群地權關係─以鳳山溪流域的竹塹社與客家佃戶為例〉，《全球客家研究2期》，第269頁
50. ↑  新竹教育大學數位藝術教育學習網，新竹廟宇介紹
51. ↑  楊秋賢，2011年，第43頁
52. ↑  洪麗完，〈從清代「社」之多重性質看平埔社群關係發展：以臺灣中部為例〉，《台灣史研究》12:1（2005.6），第27頁
53. ↑  洪麗完，〈從清代「社」之多重性質看平埔社群關係發展：以臺灣中部為例〉，《台灣史研究》12:1（2005.6），第28頁
54. ↑  楊秋賢，2011年，第28頁
55. ↑  洪麗完，〈從清代「社」之多重性質看平埔社群關係發展：以臺灣中部為例〉，《台灣史研究》12:1（2005.6），第32頁
56. ↑  廖志軒，2015年，第36頁
57. ↑  陳志豪，〈清代臺灣的番屯制度與墾莊建構：以竹塹地區的九芎林莊為例〉，第5頁
58. ↑  呂佩如，2009年，第32頁
59. ↑  邱美玲，2012年，第32頁
60. 1 2  李翹宏，〈清代番地治理與族群地權關係─以鳳山溪流域的竹塹社與客家佃戶為例〉，《全球客家研究2期》，第277頁
61. ↑  廖志軒，2015年，第50頁
62. ↑  黃紹恆、鄭螢憶編纂，《關西鎮志》，第181頁
63. ↑  廖志軒，2015年，第42頁
64. ↑  張添臣，2017年，第66頁
65. ↑  廖志軒，2015年，第44頁
66. ↑  王藝臻，2015年，第89頁
67. ↑  陳美芳，2011年，第126頁
68. ↑  王藝臻，2015年，第107頁
69. ↑  王藝臻，2015年，第54頁
70. ↑  王藝臻，2015年，第61頁
71. ↑  黃紹恆、鄭螢憶編纂，《關西鎮志》，第202頁
72. ↑  廖志軒，2015年，第31頁
73. ↑  楊毓雯，2007年，第18頁
74. ↑  陳美芳，2011年，第85頁
75. ↑  邱美玲，2012年，第41頁
76. 1 2  李翹宏，〈清代番地治理與族群地權關係─以鳳山溪流域的竹塹社與客家佃戶為例〉，《全球客家研究2期》，第295頁
77. ↑  李翹宏，〈清代番地治理與族群地權關係─以鳳山溪流域的竹塹社與客家佃戶為例〉，《全球客家研究2期》，第276頁
78. ↑  黃紹恆、鄭螢憶編纂，《關西鎮志》，第195頁
79. ↑  邱美玲，2012年，第36頁
80. ↑  黃紹恆、鄭螢憶編纂，《關西鎮志》，第196頁
81. ↑  黃紹恆、鄭螢憶編纂，《關西鎮志》，第193頁
82. ↑  邱美玲，2012年，第39頁
83. ↑  邱美玲，2012年，第40頁
84. ↑  廖志軒，2015年，第120頁
85. ↑  陳朝龍 《新竹縣采訪冊》 卷二.539
86. ↑  陳朝龍 《新竹縣采訪冊》 卷七.〈熟番風俗〉
87. 1 2  李翹宏，〈竹塹社群--采田福地祭典的昔與今〉，《原住民族文獻》12期，第10-14頁
88. ↑  廖志軒，2015年，第72頁
89. ↑  廖志軒，2015年，第77頁
90. ↑  張添臣，2017年，第60頁
91. ↑  李翹宏，〈清代番地治理與族群地權關係─以鳳山溪流域的竹塹社與客家佃戶為例〉，《全球客家研究2期》，第296頁
92. ↑  廖志軒，2015年，第35頁
93. ↑  邱美玲，2012年，第37頁
94. ↑  邱美玲，2012年，第42頁
95. 1 2  邱美玲，2012年，第50頁
96. ↑  邱美玲，2012年，第43頁
97. ↑  廖志軒，2015年，第114頁
98. ↑  廖志軒，2015年，第87頁
99. ↑  邱美玲，2012年，第45頁
100. ↑  廖志軒，2015年，第115頁
101. ↑  廖志軒，2015年，第117頁
102. 1 2  邱美玲，2012年，第46頁
103. ↑  邱美玲，2012年，第128頁
104. ↑  邱美玲，2012年，第4頁
105. ↑  邱美玲，2012年，第47頁
106. ↑  邱美玲，2012年，第49頁
107. ↑  邱美玲，2012年，第52頁
108. ↑  邱美玲，2012年，第53頁
109. ↑  邱美玲，2012年，第127頁
110. ↑  邱美玲，2012年，第54頁
111. ↑  邱美玲，2012年，第70頁
112. ↑  邱美玲，2012年，第116頁
113. ↑  邱美玲，2012年，第55頁
114. 1 2  廖志軒，2015年，第106頁
115. ↑  楊毓雯，2007年，第24頁
116. ↑  楊毓雯，2007年，第27頁
117. ↑  楊毓雯，2007年，第25頁
118. ↑  楊毓雯，2007年，第26頁
119. ↑  李翹宏，〈清代番地治理與族群地權關係─以鳳山溪流域的竹塹社與客家佃戶為例〉，《全球客家研究2期》，第294頁
120. ↑  廖志軒，2015年，第119頁
121. ↑  廖志軒，2015年，第86頁
122. ↑  陳美芳，2011年，第32頁
123. ↑  陳美芳，2011年，第33頁
124. ↑  陳美芳，2011年，第34頁
125. ↑  廖志軒，2015年，第74頁